# Cmentarz wojenny w Płocicznie
Cmentarz wojenny w Płocicznie – cmentarz żołnierzy niemieckich i rosyjskich poległych w czasie I wojny światowej. Spoczywa na nim prawdopodobnie 190 żołnierzy niemieckich i 263 rosyjskich.
Cmentarz znajduje się na skraju lasu przy drodze do Suwałk. Jest ogrodzony drewnianym płotem z bramką od strony drogi. Na cmentarzu znajdują się dwa drewniane krzyże: prawosławny i łaciński. Pomiędzy nimi ustawiona jest granitowa tablica z wyrytym napisem upamiętniającym w języku polskim. Tożsamość pochowanych jest nieznana.
Cmentarz figuruje w rejestrze zabytków województwa podlaskiego pod numerem 867 z 15 listopada 1991 roku.